# La Salvetat-Belmontet
La Salvetat-Belmontet é uma comuna francesa na região administrativa de Occitânia, no departamento de Tarn-et-Garonne. Estende-se por uma área de 18,63 km². Em 2010 a comuna tinha 853 habitantes (densidade: 45,8 hab./km²).